# دونا سينجر
دونا سينجر (بالإنجليزية: Donna Singer)‏ هي مغنية أمريكية، ولدت في 1965 في ذا برونكس في الولايات المتحدة.

## وصلات خارجية
- الموقع الرسمي
- دونا سينجر على موقع ميوزك برينز (الإنجليزية)